# Dřevěné chrámy slovenských Karpat
Na východním Slovensku v oblasti Karpat se nachází okolo padesáti dřevěných sakrálních staveb zahrnující římskokatolické kostely, evangelické artikulární chrámy a řeckokatolické chrámy. Jejichž počátky sahají do doby 16.–18. století a jsou jedinečným dokladem pronikání východní a západní kultury spolu s lidovým a profesionálním stavitelstvím. Podle historických záznamů bylo těchto staveb původně tři sta.

## Světové dědictví
Osm z těchto staveb bylo v roce 2008 zařazeno na Seznam světového dědictví UNESCO. Výběr jednotlivých staveb zpracoval Památkový úřad Slovenské republiky na základě několika kritérií, které jednotlivé památky musejí splňovat, aby mohly být mezi Světové dědictví přijaty. Následující tabulka zobrazuje jednotlivé památky:
| Název                                    | Foto | Umístění     | Církev          | Id. číslo |
| ---------------------------------------- | ---- | ------------ | --------------- | --------- |
| kostel svatého Františka z Assisi        |      | Hervartov    | římskokatolická | 1273-001  |
| kostel Všech svatých                     |      | Tvrdošín     | římskokatolická | 1273-002  |
| kostel Nejsvětější Trojice               |      | Kežmarok     | evangelická     | 1273-003  |
| dřevěný artikulární kostel               |      | Leštiny      | evangelická     | 1273-004  |
| dřevěný artikulární kostel               |      | Hronsek      | evangelická     | 1273-005  |
| zvonice dřevěného artikulárního kostela  |      | Hronsek      | evangelická     | 1273-006  |
| Chrám svatého Mikuláše                   |      | Bodružal     | řeckokatolická  | 1273-007  |
| Chrám svatého Michaela Archanděla        |      | Ladomirová   | řeckokatolická  | 1273-008  |
| chrám Přenesení ostatků svatého Mikuláše |      | Ruská Bystrá | řeckokatolická  | 1273-009  |

## Další
Další dřevěné kostely, které mají status národní kulturní památky
Východoslovenské dřevěné kostely / kostelíky / chrámy / Cerkva jsou dřevěné stavby sakrálního charakteru tvořící zvláštní skupinu v památkovém fondu Slovenska. Do tohoto souboru oficiálně spadá pod uvedeným názvem 27 objektů, které jsou zapsány mezi národní kulturní památky.
Soubor kostelů byl prohlášen za národní kulturní památku usnesením předsednictva SNR číslo 234 v roce 1968. Oznámení o tomto usnesení bylo zveřejněno ve Sbírce zákonů v částce 45/1968 na straně 425.
Jejich ojedinělost spočívá zejména v jejich architektuře a technologii výstavby. Stavěli je na území, které vždy oplývalo dostatkem dřeva z bohatých lesů karpatského oblouku. Druhým specifikem východní oblasti Slovenska je kulturní a konfesijní spjatost s byzantským prostředím, která určila zvláštní rysy mnoha kulturních projevů zdejšího lidu a podepsala se i na tvorbě dřevěné sakrální architektury (po náboženské stránce), formované pod vlivem východního náboženského ritu. Dřevěné chrámy, které byly zařazeny do seznamu národních kulturních památek jsou objekty řeckokatolické, kromě chrámu v Ruském Potoku, který je pravoslavný a kostela v Hervartově, který je římskokatolický. Velká většina z těchto chrámů je tedy východního ritu a používá se pro ně označení cerkev. Převážně jsou to tříprostorové stavby se čtvercovým nebo polygonálním presbytářem, s podélnou lodí krytou přesahující kupolí a tzv. babincem. Věž vyrůstá z konstrukce babince, se kterým má nad přízemím společnou střechu. Pozemek, na kterém různé chrámy ležely býval ohrazený srubovou nebo zděnou ohradou a jeho organickou součástí byl často i místní hřbitov.
Základní konstrukce všech těchto objektů je srubová. Krytinou staveb je dřevěný šindel. Nejpoužívanějším stavebním materiálem býval modřín, který řemeslníci opracovávali sekerou (pilou až v 19. století). Stavitelé pravidelně spojovali dřevěné hranoly dubovými klíny. Stavba spočívala na jednoduché kamenné podezdívce bez maltového pojiva.
Většina východoslovenských dřevěných chrámů pochází z 18. století (nejstarší a současně nejhodnotnější je kostel v Hervartove pocházející z období kolem roku 1500) a vykazuje konstrukční, dispoziční a uměleckou příbuznost. Mnohé interiéry byly původně vyzdobeny nástěnnými a stropními malbami, založenými na byzantských vzorech. Tvořily protiváhu ikonostasu, který byl výtvarným i funkčním jádrem celé stavby. Prostory bývaly často dotvářeny řezbářskými pracemi.
Soubor východoslovenských dřevěných chrámů představuje jednu z nejvýraznějších památkových skupin na Slovensku. Originalitou, krásou a malebností i svým spojením s prostředím, ve kterém vznikly jsou projevem tvůrčího génia prostého lidu, jeho kulturní a duchovní vyspělosti a řemeslné zručnosti tesařů.
Soubor tvoří 27 sakrálních objektů, které jako celek byly vyhlášeny národními kulturními památkami. Současně soubor aspiruje na zápis do fondu světového kulturního dědictví UNESCO. Kromě dvou - chrámy v Inovce a Ruské Bystré nacházející se v okrese Sobrance v Košickém kraji - všechny ostatní se nalézají na území Prešovského kraje v okresech Svidník (deset objektů), Bardejov (7), Snina (5), Prešov, Stará Ľubovňa a Stropkov (po jednom objektu).
| Foto | Umístění        | Název                                   | Církev          |
| ---- | --------------- | --------------------------------------- | --------------- |
|      | Brežany         | Chrám svatého Lukáše Evangelisty        | řeckokatolická  |
|      | Dobroslava      | Chrám svaté Paraskevy                   | řeckokatolická  |
|      | Frička          | Chrám svatého archanděla Michaela       | řeckokatolická  |
|      | Hrabová Roztoka | Chrám svatého Basila Velikého           | řeckokatolická  |
|      | Hraničné        | Chrám Neposkvrněného početí Panny Marie | římskokatolická |
|      | Hunkovce        | Chrám Ochrany Přesvaté Bohorodičky      | řeckokatolická  |
|      | Inovce          | Chrám svatého Michaela Archanděla       | řeckokatolická  |
|      | Jedlinka        | Chrám Ochrany Přesvaté Bohorodičky      | řeckokatolická  |
|      | Kalná Roztoka   | Chrám svatého Jana Křtitele             | řeckokatolická  |
|      | Korejovce       | Chrám Ochrany Bohorodičky               | řeckokatolická  |
|      | Krajné Čierno   | Chrám svatého Basila Velikého           | řeckokatolická  |
|      | Krivé           | Chrám svatého evangelisty Lukáše        | řeckokatolická  |
|      | Lukov           | Chrám svatého Kosmy a Damiána           | řeckokatolická  |
|      | Miroľa          | Chrám Ochrany Přesvaté Bohorodičky      | řeckokatolická  |
|      | Nižný Komárnik  | Chrám Ochrany Přesvaté Bohorodičky      | řeckokatolická  |
|      | Potoky          | Chrám svaté Paraskevy                   | řeckokatolická  |
|      | Príkra          | Chrám svatého archanděla Michaela       | řeckokatolická  |
|      | Šemetkovce      | Chrám svatého archanděla Michaela       | řeckokatolická  |
|      | Topoľa          | Chrám svatého archanděla Michaela       | řeckokatolická  |
|      | Tročany         | Chrám svatého evangelisty Lukáše        | řeckokatolická  |
|      | Uličské Krivé   | Chrám svatého archanděla Michaela       | řeckokatolická  |